# Europa-RTTY-Diplom

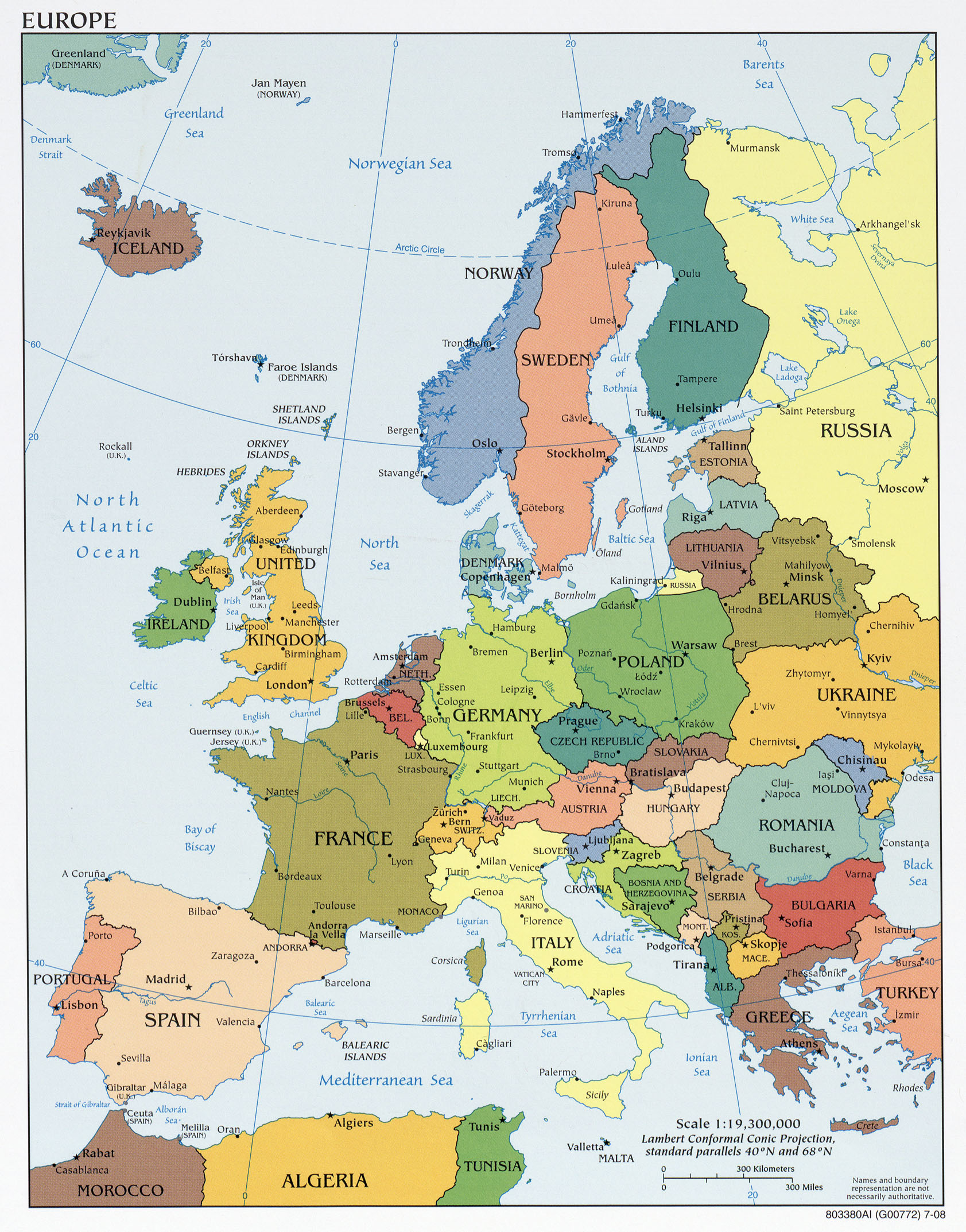
Die Länder Europas

Europa-RTTY-Diplom, kurz EURD, ist ein Amateurfunkdiplom, das von jedem lizenzierten Funkamateur und auch von Klubstationen und von Empfangsamateuren (SWL) erworben werden kann. Es wird vom Deutschen Amateur-Radio-Club (DARC), dem größten deutschen Amateurfunkverband, herausgegeben.

## Geschichte

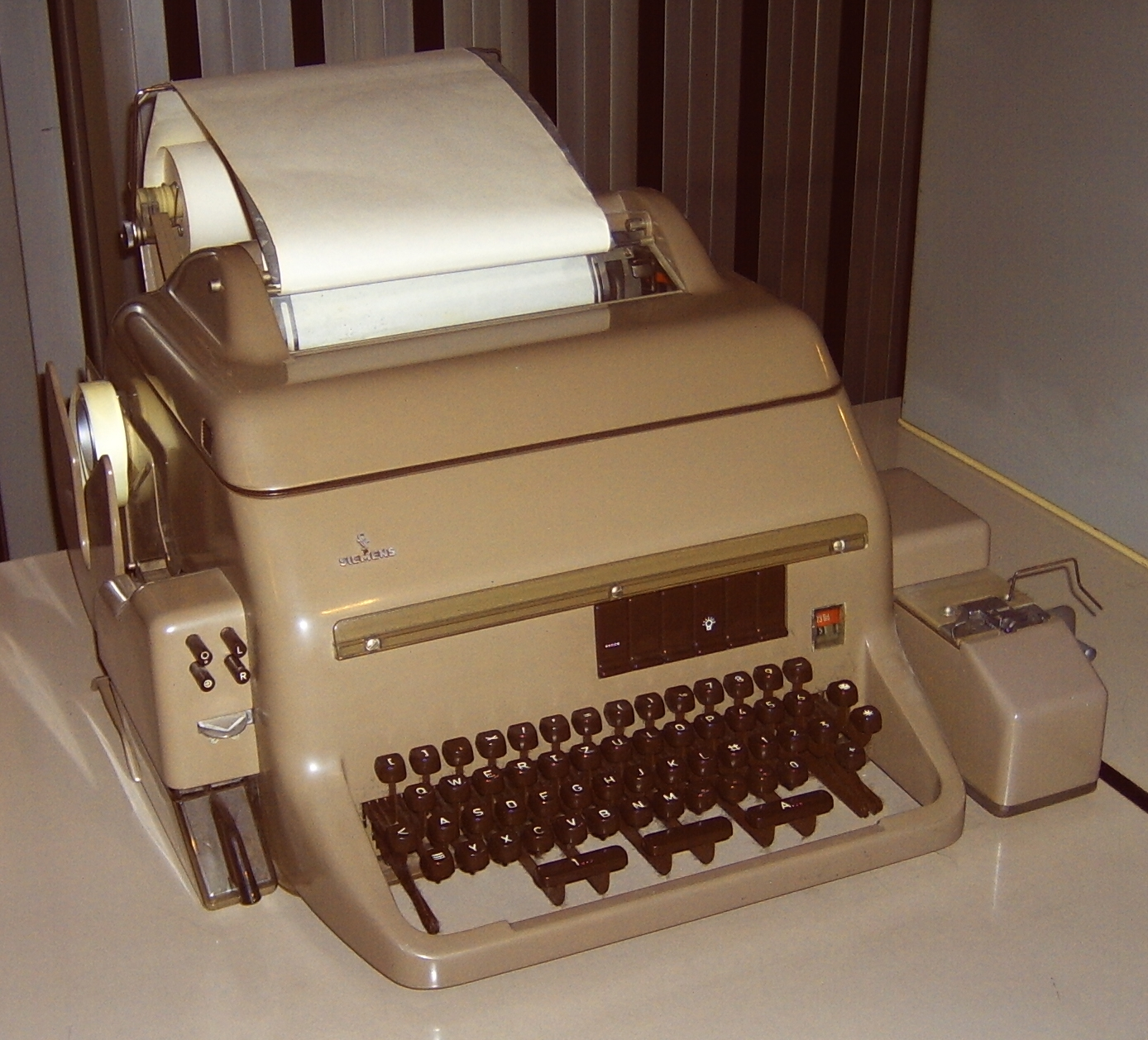
Der Siemens-Fernschreiber T100 war ein Standardgerät zur Übermittlung von Fernschreiben

Der DARC möchte mit diesem Diplom die Betriebsart Funkfernschreiben fördern, auch Radiotelex genannt, englisch radio teletype, kurz RTTY. Sie stellte insbesondere in der zweiten Hälfte des 20. Jahrhunderts ein wichtiges und weitverbreitetes Mittel zur Nachrichtenübermittlung dar. Für die Entwicklung der Nachrichtentechnik ist sie von historischer Bedeutung und stellt eine erinnerungswürdige kulturhistorische technische Errungenschaft dar.
Ziel beim EURD ist es, mit möglichst vielen unterschiedlichen Amateurfunkstationen in Europa zweiseitige Funkverbindungen (QSOs) mithilfe von RTTY-Übertragungen zu führen (zu „arbeiten“). Die beiden Bewertungskriterien zur Erlangung des Diploms sind die Anzahl der gearbeiteten unterschiedlichen Länder sowie die Anzahl der unterschiedlichen Präfixe (Landeskenner) der Gegenstationen. Jedes Land zählt nur ein Mal, egal auf welchem Amateurfunkband es gearbeitet wurde. Hingegen ergibt jedes Präfix pro Band einen Punkt.
Der Ausdruck „Land“, genauer spricht man von Entität (englisch entity), ist hier übrigens etwas weiter gefasst, als es gemeinhin üblich ist. Ähnlich wie im Fußball zählt auch im Funksport beispielsweise das Vereinigte Königreich nicht als eine Entität, sondern England, Schottland, Wales und Nordirland bilden jeweils eigene Entitäten. Darüber hinaus zählen die Isle of Man, Jersey und Guernsey als weitere eigene Entitäten. Um Missverständnissen vorzubeugen, spricht man, ähnlich wie beim Diplom Worked All Europe (WAE), auch häufig von WAE-Ländern (siehe auch Offizielle WAE-Länderliste unter Weblinks).
Die erfolgreichen QSOs werden in der Regel durch QSL-Karten bestätigt und können so nachgewiesen werden.

## Klassen
Das EURD-Diplom wird in vier Stufen vergeben. Die einzelnen Stufenklassen bemessen sich nach der Anzahl der gearbeiteten Länder und der Anzahl der unterschiedlichen Präfixe.
- EURD III bei 20 WAE-Ländern und 100 Präfixen,
- EURD II bei 30 WAE-Ländern und 150 Präfixen,
- EURD I bei 40 WAE-Ländern und 200 Präfixen und
- EURD-Trophy bei 50 WAE-Ländern und 250 Präfixen.[2]